# Slag bij Lookout Mountain
De slag bij Lookout Mountain vond plaats op 24 november 1863 tijdens de Chattanoogaveldtocht tijdens de Amerikaanse Burgeroorlog. Noordelijke eenheden onder leiding van generaal-majoor Joseph Hooker voerden een aanval uit op de Zuidelijke stellingen op Lookout Mountain. De Zuidelijke verdedigers werden aangevoerd door generaal-majoor Carter L. Stevenson. Deze slag maakt deel uit van de strijd tussen generaal-majoor Ulysses S. Grants Military Division of the Mississippi en het Zuidelijke Army of Tennessee onder leiding van generaal Braxton Bragg. Dankzij de succesvolle aanval van Hooker werd de Zuidelijke linkerflank teruggedreven. Zo kreeg Hooker de volgende dag de kans om te assisteren in de Slag bij Missionary Ridge. Dit zou leiden tot de nederlaag van Bragg, het doorbreken van het beleg van Chattanooga en het openbreken van de deur naar het hartland van de Zuidelijke staten.

## Achtergrond
Na de desastreuze nederlaag in de Slag bij Chickamauga trok het 40.000 man tellende Noordelijke Army of the Cumberland, onder leiding van generaal-majoor William Rosecrans, zich terug binnen de verdedigingswerken rond Chattanooga. Bragg sloeg het beleg voor de stad en probeerde de vijand uit te hongeren. De Zuidelijken namen strategische stellingen in op Missionary Ridge en Lookout Mountain. Beide locaties boden een zeer goed zicht op de stad, de Tennessee en dus ook de Noordelijke bevoorradings- en communicatielijnen. Lookout Mountain was een heuvelrug of small plateau die zich nog 137 km verder in zuidoostelijke richting uitstrekte langs de Tennessee. Deze heuvelrug eindigde in een scherpe piek die 600 m boven de rivier uitstak. Vanaf de rivier rees de berg in een hoek van 45° tot op ongeveer 400 m hoogte. Daar bevond zich een richel die ongeveer 50 tot 100 m breed was en die zich rond de bergtop slingerde. Boven de richel verrees een 200 m hoge rotspiek die bekendstond als de "palisades". Zuidelijke artillerie op Lookout Mountain controleerde de toegang tot de rivier. De Zuidelijke cavalerie gebruikte de berg als basis om raids uit te voeren op de vijandelijke bagagetreinen. Dit dwong de Noordelijken om alternatieve routes te zoeken om hun belegerde stad te bevoorraden.
Gealarmeerd door de dreigende nederlaag stuurde de Noordelijke regering versterkingen. Op 17 oktober werd generaal-majoor Ulysses S. Grant benoemd tot bevelhebber van de westelijke legers. Deze werden gegroepeerd onder de naam Military Division of the Mississippi. Grant verving Rosecrans door generaal-majoor George H. Thomas.
Thomas voerde een verrassingsaanval uit op Brown’s Ferry op 27 oktober. Zo werd de Tennessee heropend. Hierlangs kon Thomas 20.000 soldaten versterking ontvangen onder leiding van generaal-majoor Joseph Hooker. Deze soldaten maakten deel uit van het Army of the Potomac. Chattanooga ontving nu de broodnodige versterkingen en voorraden via de zogenaamde "Cracker Line". Om dit Noordelijke succes te dwarsbomen, stuurde Bragg luitenant-generaal James Longstreet eropuit om de Noordelijken uit Lookout Valley te verjagen en zo de Craker Line te blokkeren. Dit resulteerde in de Slag bij Wauhatchie op 28 oktober en 29 oktober. Dit was een van de weinige confrontaties die ‘s nachts plaatsvond. De Zuidelijke aanval werd afgeslagen en de Craker Line was opnieuw veilig.
Op 12 november kreeg generaal-majoor Carter L. Stevenson van Bragg het algemeen bevel over de Zuidelijke stellingen op en rond Lookout Mountain. Stevenson plaatste zijn eigen divisie op de top van de berg. De brigades van brigadegeneraals John K. Jackson, Edward C. Walthall en John C. Moore werden op de richel gepositioneerd. Jackson zou later zijn ongenoegen over zijn stellingen toevertrouwen aan papier. Hij schreef: "Iedereen was het erover eens dat de toegewezen stellingen zeer moeilijk te verdedigen waren tegen een sterke vijand die zou oprukken onder dekking van zwaar ondersteuningsvuur." Hoewel Stevenson een artilleriebatterij op de top de berg zette, was het onmogelijk voor de kanonniers om hun stukken zodanig naar beneden te richten dat ze nog enige schade aan de vijand konden toebrengen.
Generaal-majoor William T. Sherman arriveerde in het midden van november met 20.000 soldaten van de Army of the Tennessee uit Vicksburg. Het Noordelijke strijdplan bestond uit een dubbele aanval op Braggs stellingen. De hoofdaanval zou uitgevoerd worden door Sherman en was gericht op het noordelijke uiteinde van Missionary Ridge. Thomas zou als ondersteuning van Shermans aanval het vijandelijke centrum benaderen. Hooker zou Lookout Mountain innemen en via Chattanooga Valley de ontspanningsroute van de Zuidelijken blokkeren. Grant trok zijn steun voor een grote aanval op Lookout Mountain terug in zodat hij nog meer manschappen ter beschikking had voor Shermans aanval.
Op 23 november waren Shermans eenheden klaar om de Tennessee over te steken. Thomas kreeg het bevel om tot halverwege Missionary Ridge op te rukken om de sterkte van de vijandelijke slaglinie te bepalen. Zo hoopte Grant dat Bragg geen troepen zou wegnemen om Longstreet te helpen bij de aanval op generaal-majoor Ambrose Burnside bij Knoxville. Thomas stuurde 14.000 soldaten in paradepas naar voren. Ze verjoegen de Zuidelijke voorposten bij Orchard Knob en namen dit heuveltje in.
Verrast door het manoeuvre van Thomas op 23 november paste Bragg zijn strategie aan om het gevaar voor zijn centrum te verminderen. Hij riep alle eenheden terug die hij naar Knoxville had gestuurd en zich op een dagmars afstand bevonden. Hij verminderde de slagkracht van zijn linkerflank door generaal-majoor William H.T. Walkers divisie terug te trekken van de stellingen aan de voet van Lookout Mountain en te verplaatsen naar de uiterst rechtse flank bij Missionary Ridge. Hardee kreeg het algemene bevel over de rechterflank. De linkerflank werd nu de verantwoordelijkheid van Stevenson. Stevenson diende het gat op te vullen door het vertrek van Walkers divisie. Een brigade van Jackons brigade en een brigade van zijn eigen divisie namen de vrijgekomen stellingen in. Stevenson stelde Walthalls brigade van 1.500 soldaten als voorposten op aan de voet van de berg. Er werd wel genoeg reserve achter de hand gehouden om de hoofdlinie bij de richel dicht bij Cravens House te verdedigen.
Ook de Noordelijke plannen werden opnieuw aangepast. De drie divisies van Sherman die de Tennessee dienden over te steken liepen vertraging op toen de pontonbrug bij Brown’s Ferry schade opliep. De divisie van brigadegeneraal Peter J. Osterhaus raakte zelfs niet over de Tennessee. Daarom werd het originele plan (met een grotere aandacht voor Hookers soldaten) opnieuw van kracht. Osterhaus’ divisie werd tijdelijk toegevoegd aan Hookers strijdkracht.

## Samenstelling van de legers
Grants Military Division of the Mississippi bij Chattanooga bestond uit de volgende eenheden:
- Het Army of the Cumberland onder leiding van generaal-majoor George H. Thomas.
- Het Army of the Tennessee onder leiding van generaal-majoor William T. Sherman.
- De eenheden onder leiding van generaal-majoor Joseph Hooker die bestonden uit het XI Corps van generaal-majoor Oliver O. Howard en de 2nd Division van het XII Corps aangevoerd door brigadegeneraal John W. Geary.

Hooker had 10.000 soldaten onder zijn bevel om de aanval op Lookout Mountain uit te voeren. Deze waren ingedeeld in drie divisies, één uit elk van de drie Noordelijke legers, namelijk:
- Brigadegeneraal John W. Geary van het XII Corps, Army of the Potomac. De brigadebevelhebers waren de kolonels Charles Candy, George A. Cobham en David Ireland (die brigadegeneraal George S. Greene verving die gewond was geraakt bij Wauhatchie).
- Brigadegeneraal Charles Cruft van het IV Corps, Army of the Cumberland. De brigadebevelhebers waren brigadegeneraal Walter C. Whitaker en kolonel William Grose.
- Brigadegeneraal Peter J. Osterhaus van het XV corps, Army of the Tennessee. De brigadebevelhebers waren brigadegeneraal Charles R. Woods en kolonel James A. Williamson.

Braggs Army of Tennessee had de volgende strijdkrachten tot zijn beschikking in Chattanooga:
- Hardees Korps onder leiding van luitenant-generaal William J. Hardee. Deze bestond uit de divisies van brigadegeneraal John K. Jackson (Cheathams divisie), brigadegeneraal J. Patton Anderson (Hindmans divisie), generaal-majoor States Rights Gist (Walkers divisie) en generaal-majoor Simon B. Buckner (gedetacheerd naar Knoxville op 22 november).
- Breckinridges Korps onder leiding van generaal-majoor John C. Breckinridge. Deze bestond uit de divisies van generaal-majoors Patrick R. Cleburne, Alexander P. Stewart, Carter L. Stevenson en brigadegeneraal William B. Bate (Breckinridges divisie).

De 8.726 Zuidelijke verdedigers van Lookout Mountain werden aangevoerd door generaal-majoor Carter L. Stevenson. Stevenson had twee brigades van zijn eigen divisie en de divisie van brigadegeneraal John K. Jackson ook met twee brigades:
- Brigadegeneraal Edward C. Walthall (Cheathams divisie)
- Brigadegeneraal John C. Moore (Cheathams divisie)
- Brigadegeneraal John C. Brown (Stevensons divisie)
- Brigadegeneraal Edmund Pettus (Stevensons divisie)

## De slag

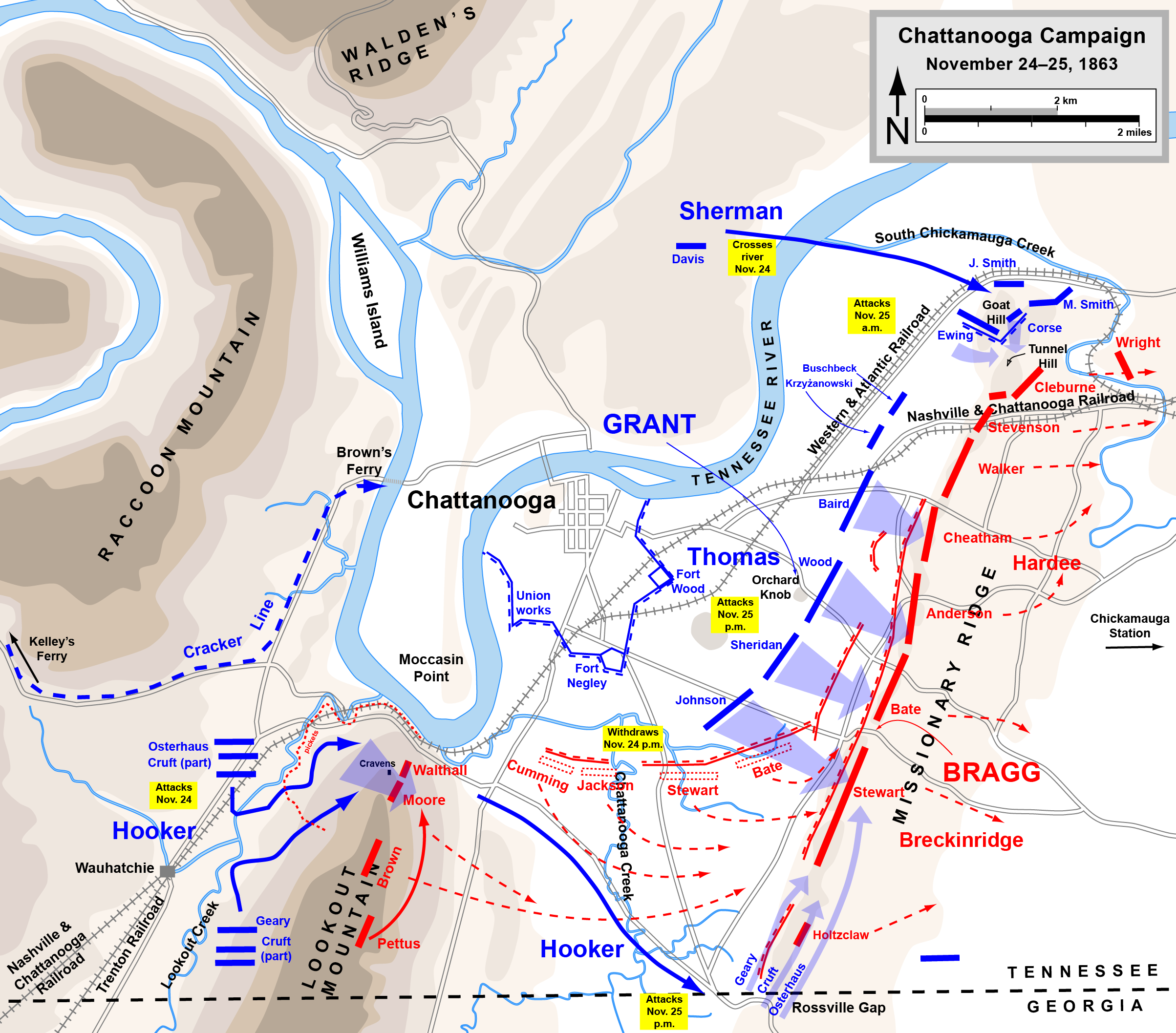
De veldslagen bij Chattanooga op 23 en 24 november 1863.

Op 24 november had Hooker 10.000 manschappen in drie divisies om Lookout Mountain in te nemen. Hooker kreeg het bevel om de vijandelijke stellingen zonder groot risico te benaderen. Hooker negeerde deze subtiliteit en gaf het bevel aan Geary om Lookout Creek over te steken en Lookout Mountain aan te vallen.
Hooker zou de divisie van Stevenson op de top van de berg niet aanvallen. Hooker ging ervan uit dat de inname van de richel de stellingen op de top onhoudbaar zouden maken. De richel zou vanuit twee richtingen aangevallen worden. Whitakers brigade zou aansluiting zoeken bij Geary in Wauhatchie terwijl Groses brigade en Osterhaus’ divisie de Lookout Creek zouden oversteken in zuidoostelijke richting. Beide eenheden zouden samenkomen bij Cravens House. Osterhaus’ divisie had een ondersteunende rol. Woods brigade diende Grose te dekken en de Creek over te steken na hem. Williams brigade diende Hookers artillerie te beschermen bij de monding van Lookout Creek.
Hooker bracht een indrukwekkend aantal artilleriestukken samen om de vijandelijke posities te bestoken en zijn eigen opmars te dekken. Hij had negen batterijen bij de monding van Lookout Creek, twee batterijen van het Army of the Cumberland bij Moccasin Point en twee extra batterijen bij Chattanooga Creek.
Geary’s verwachte oversteek van Lookout Creek werd door hoog water vertraagd tot 08.30 uur. De eerste die de voetbrug overstak was Cobhams brigade. Deze werd gevolgd door Irelands brigade die Cobhams linkerflank versterkte en hiermee het centrum van Geary’s slaglinie werd. Candy’s brigade vergrootte de linkerflank tot aan de voet van de berg. Whitakers brigade vormde de achterhoede. Van 09.30 tot 10.30 uur trokken Geary’s scherpschutters op in dichte mist die de berg aan het oog onttrok. Op ongeveer 1,5 km ten zuidwesten van Lookout Point botsten ze op de vooposten van Walthall. De Zuidelijken waren in de minderheid en werden al snel onder de voet gelopen. Hooker liet een artilleriebarrage op de Zuidelijke achterhoede terechtkomen. Dit bombardement boekte weinig resultaat door het slechte zicht.
De Noordelijke achtervolging van de Zuidelijke voorposten werd gestopt rond 11.30 uur op ongeveer 300 m van het punt waar Ireland en Cobham de reserves van Walthall in het vizier kregen ten zuidwesten van Cravens House. De twee Zuidelijke regimenten sloegen de eerste aanval van Ireland af. De tweede Noordelijke aanval was wel succesvol. Ondanks een poging van Walthall om zijn soldaten te hergroeperen, kon hij een wanordelijke terugtocht niet vermijden in de richting van Cravens House. De Noordelijken zetten hun achtervolging verder langs de richel.
Terwijl Geary’s soldaten terreinwinst boekten, rukte Candy’s brigade op langs de lagere delen van de berg. Candy veegde de oostelijke oever van Lookout Creek schoon van Zuidelijke aanwezigheid. Hook stuurde nu ook de brigades van Woods en Grose over de voetbrug. Woods rukte op in oostelijke richting vanaf de voet van de berg. Grose beklom de helling. Hierdoor werd een deel van Walthalls brigade en de volledige 34th Mississippi geïsoleerd. Samen met 200 soldaten van Moores voorposten gaven ze zich over.

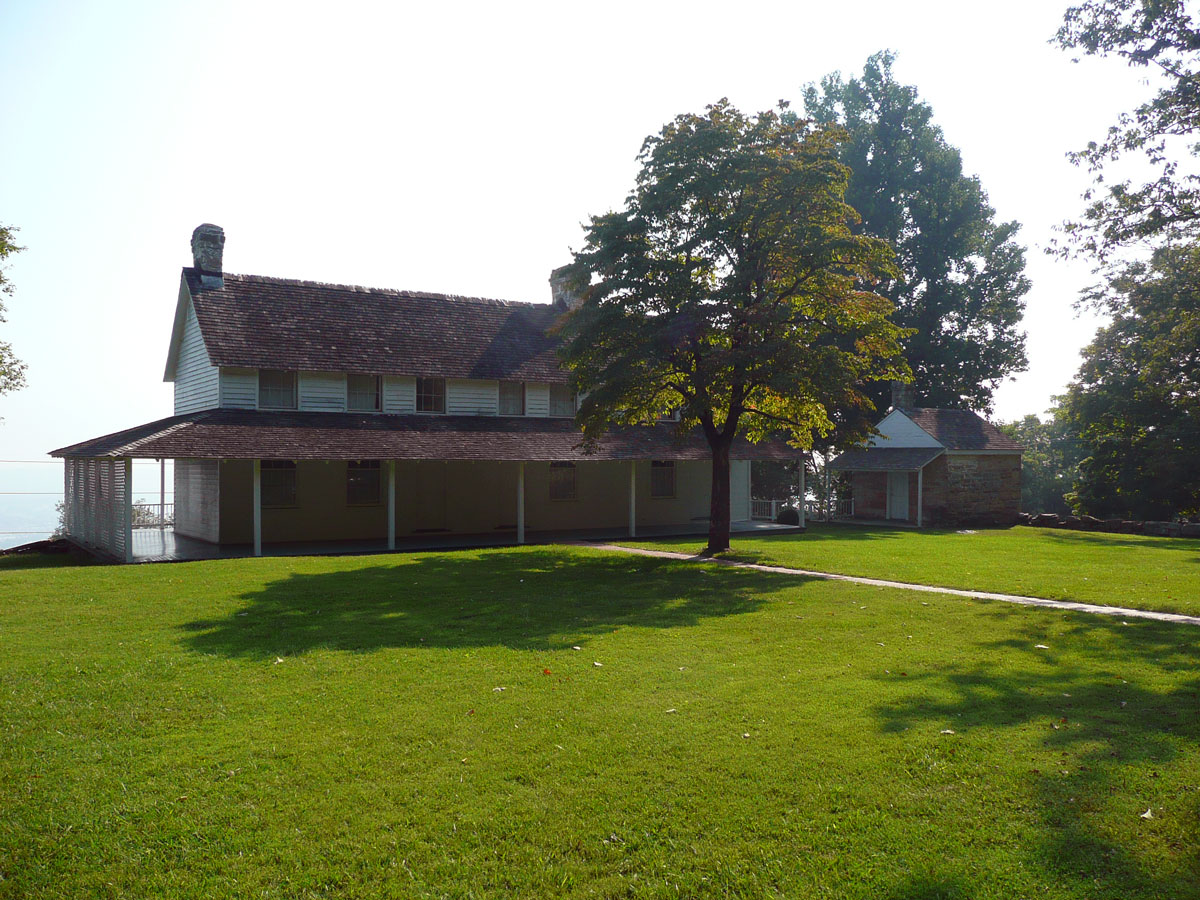
Cravens House

Moore deed voorlopig niets. Om 09.30 uur had hij een boodschap naar Jackson gestuurd met de vraag waar hij zijn brigade moest opstellen. Om 11.00 uur kreeg hij antwoord van een gefrustreerde Jackson die Moore eraan herinnerde dat hij Cravens House diende de verdedigen.
Alle Noordelijke brigades rukten verder op. Hooker was ongerust over het gevaar dat de verschillende brigades vermengd zouden geraken, wat het bevelvoeren sterk bemoeilijkte. Geary kreeg het bevel dat zijn opmars gestaakt diende te worden. Geary was te ver in de achterhoede om zijn soldaten te stoppen.
Moores brigade slaagde erin te ontsnappen aan de grote Noordelijke druk door de mist. Ondertussen vormde Walthall een nieuwe verdedigingslinie op ongeveer 400 m ten zuiden van Cravens House. Zijn 600 soldaten zochten dekking achter rotsblokken en gevelde bomen. Ze maakten genoeg lawaai om Whitakers soldaten tegen te houden. Net na 14.00 uur kreeg Walthall versterking van drie Alabama regimenten onder leiding van Pettus.
Bragg stuurde versterkingen naar Stevenson onder de vorm van de brigade van kolonel James T. Holtzclaw enkel en alleen om de aftocht te dekken van de Zuidelijke troepen op Lookout Mountain. Om 14.30 uur kreeg Stevenson het bevel om zich terug te trekken naar de oostelijke oever van de Chattanooga Creek. Stevenson bleef op post tot hij zeker was dat zijn eenheden op de top zich in veiligheid hadden gebracht. De brigades van Walthall, Pettus en Moore dienden hun stellingen te verdedigen voor de rest van de namiddag. De volgende vier uur vochten de zes Alabama regimenten van Pettus en Moore tegen de vijand in een dichte mist.

## Gevolgen
Rond middernacht was Lookout Mountain stil. Pettus en Holtzclaw hadden hun orders rond 02.00 uur ontvangen om zich terug te trekken. De duisternis van een totale maansverduistering dekte hun aftocht. Die nacht vroeg de ontdane Bragg aan zijn korpsbevelhebbers of hij het leger diende terug te trekken of ze de strijd de volgende dag zouden aangaan. Hardee was voorstander van de aftocht. Breckinridge overtuigde Bragg echter om de volgende dag hun sterke verdedigingslinie op Missionary Ridge te verdedigen. Alle eenheden die zich hadden teruggetrokken van Lookout Mountain werden naar de Zuidelijke rechterflank gestuurd om de slaglinies te versterken.
Op 25 november ondervonden Hookers soldaten de nodige moeilijkheden om de verbrande bruggen over de Chattanooga Creek te herstellen. Dit vertraagde hun opmars naar de linkerflank van Braggs resterende eenheden op Missionary Ridge. Ze bereikten Rossville Gap toen Thomas’ soldaten Missionary Ridge bestormden. Hooker stelde zijn drie divisies in noordelijke richting op en viel Braggs linkerflank aan. Dit verstoorde de gehavende Zuidelijke linies nog meer. Het Army of Tennessee trok zich verslagen terug. Hooker zette de achtervolging in maar werd bij Ringgold Gap teruggeslagen.
Gemiddeld genomen waren de verliezen licht. De Noordelijken hadden 408 soldaten verloren tegenover 1.251 Zuidelijken (waaronder 1.064 krijgsgevangenen). Ondanks minimaliserende bewoordingen van Grant, had Hooker de controle veroverd over een deel van de Tennessee en de spoorweg die naar Chattanooga liep. Zijn stellingen vormden ook een serieuze bedreiging voor de Zuidelijke slaglinie op Missionary Ridge.

## Aanbevolen lectuur
- Horn, Stanley F. The Army of Tennessee: A Military History. Indianapolis: Bobbs-Merrill, 1941.
- Korn, Jerry, and the Editors of Time-Life Books. The Fight for Chattanooga: Chickamauga to Missionary Ridge. Alexandria, VA: Time-Life Books, 1985. ISBN 0-8094-4816-5.
- Sword, Wiley. Mountains Touched with Fire: Chattanooga Besieged, 1863. New York: St. Martin's Press, 1995. ISBN 0-312-15593-X.
- Woodworth, Steven E. Nothing but Victory: The Army of the Tennessee, 1861-1865. New York: Alfred A. Knopf, 2005. ISBN 0-375-41218-2.